# Herrera de los Navarros
Herrera de los Navarros es un municipio y localidad española de la provincia de Zaragoza, en la comunidad autónoma de Aragón. El término municipal, ubicado en las estribaciones del sistema Ibérico y a la orilla del río Huerva, tiene una población de 504 habitantes (INE 2024).

## Geografía
El entorno natural de Herrera de los Navarros conforma un paraje ideal para el amante de la naturaleza. De ahí que Herrera esté incluida en la Red Ecológica Europea Natura 2000, que garantiza la conservación de los hábitats y las especies de interés comunitario. Así la zona denominada Bajo Huerva - Plana de María, ha sido declarada Zona de Especial Protección para las Aves, cuyo fin es proteger eficazmente a todas las aves que viven en estado silvestre en el entorno. Además, cercanas al término municipal de Herrera se encuentran las ZEPA de La Lomaza de Belchite y de la Laguna de Gallocanta. Herrera de los Navarros cuenta además con un Lugar de Importancia Comunitaria, la llamada zona Alto Huerva - Sierra de Herrera, paisaje singular de gran belleza e interés naturístico.

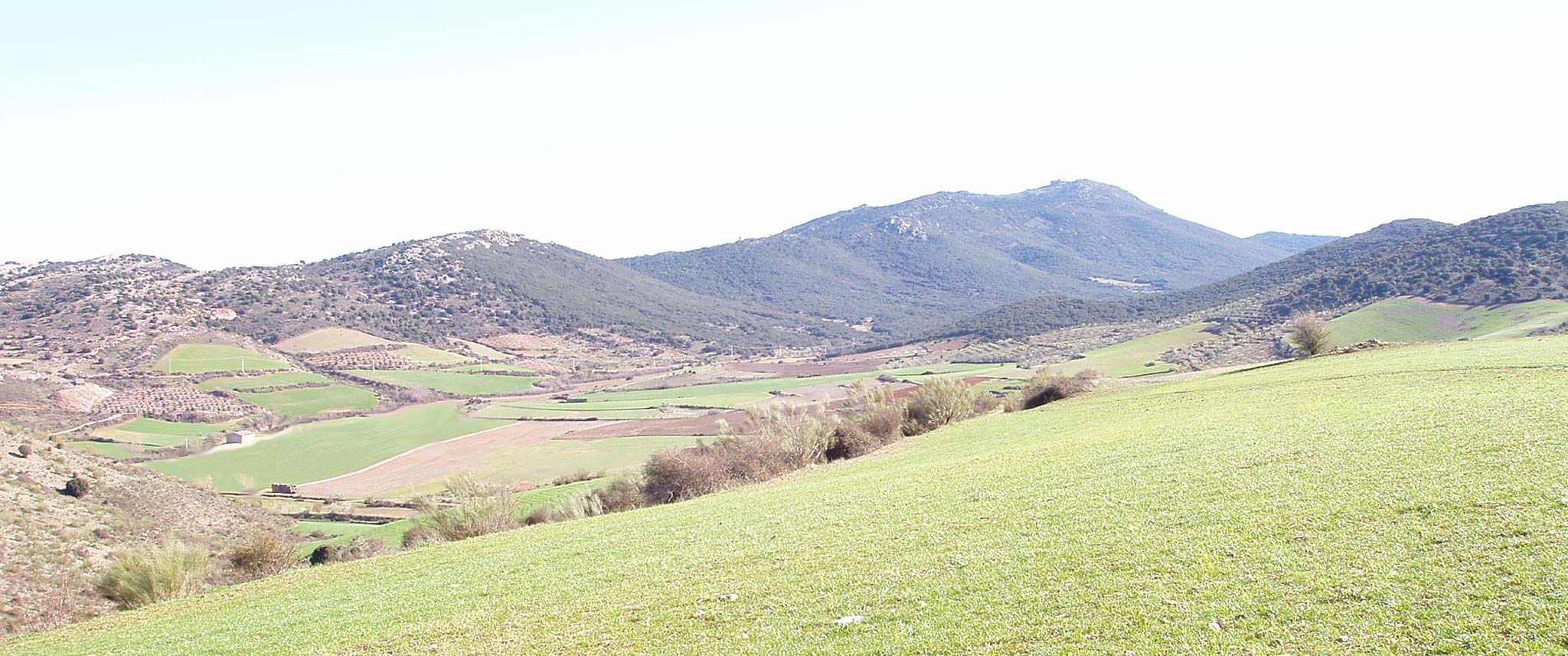
La sierra de Herrera, patrimonio natural de la localidad.

### Fauna
En Herrera se pueden observar aves como el buitre común, el águila culebrera, el águila real, la avutarda, el alcaraván, la ortega, la chova piquirroja, la alondra dupont, la collaba rubia, lo cogujada montesina y el escribano hortelano. Como especies de interés piscícola podemos encontrar cangrejos de río autóctonos, barbos culirrojos, bermejuelas y madrillas. Los principales mamíferos, de mayor interés cinegético y representatividad son: el jabalí, el conejo, la liebre y el gato montés. La presencia de estos mamíferos hacen de Herrera un lugar excepcional para la caza.

### Flora
Se pueden distinguir, a nivel general, tres grandes unidades de vegetación potencial: los majorales, los quejigales y los carrascales. A ellos hay que añadir, en menor proporción, pinares, jarales y brezales, parameras calizas, matorrales gipsófilos, formaciones de ribera, cultivos y eriales.

## Historia

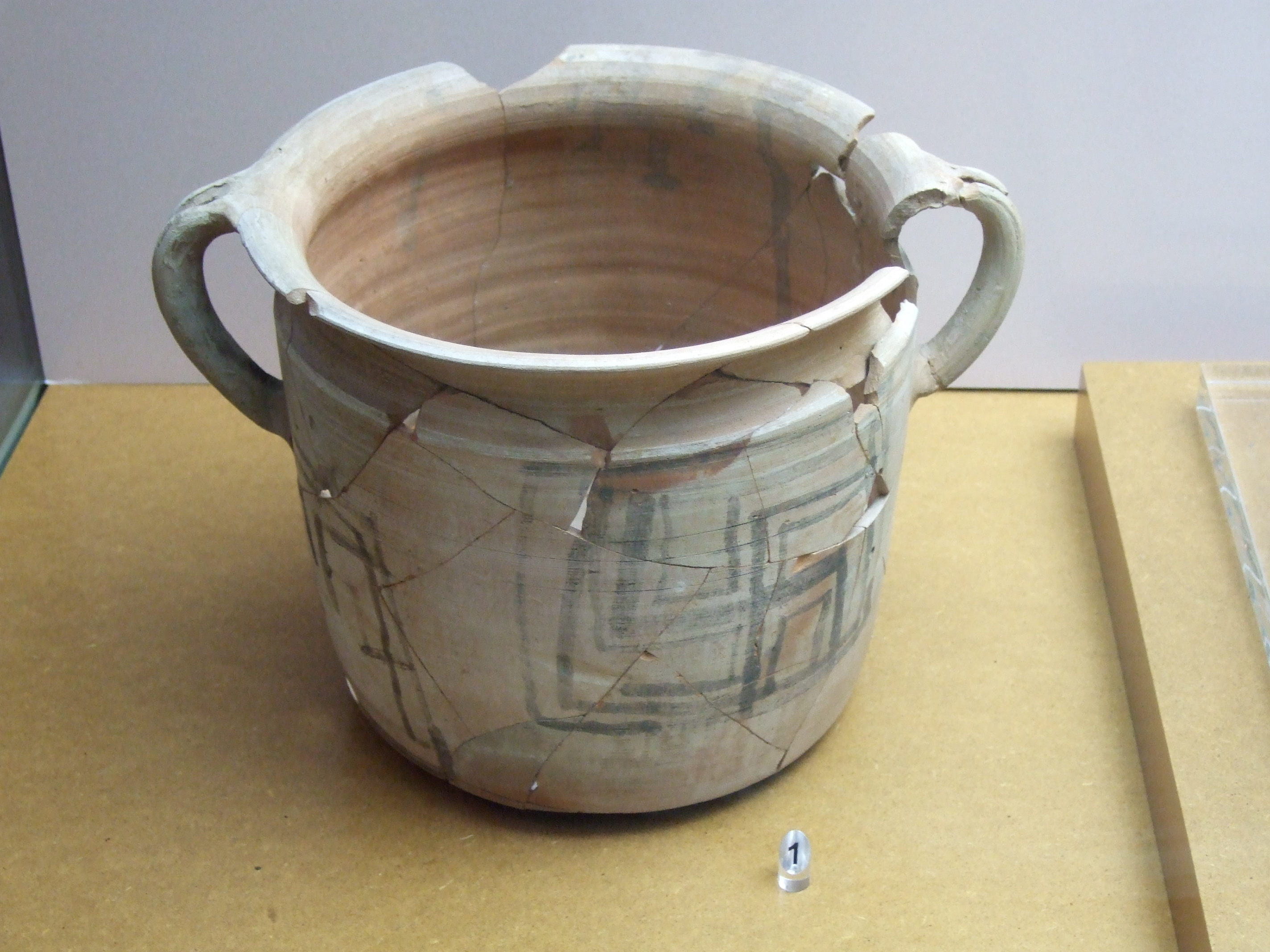
Vasija cilíndrica con decoración de motivos solares, hallada en el yacimiento de los Castellares, data del (Museo de Zaragoza, Zaragoza)

La historia ha sido generosa con Herrera de los Navarros; pueblos prerromanos como los celtíberos, romanos, árabes, cristianos y mudéjares; todo un crisol de pueblos y culturas que con el paso de los siglos fueron conformando el carácter y personalidad de sus gentes.

### Pueblos prerromanos
Ciñéndonos a las fuentes escritas clásicas, la actual comarca de Daroca debía de estar ocupada por pueblos celtíberos, edetanos y beliones, siendo la presencia de los primeros la más destacable.

### Romanización
La presencia de romanos en la zona no debió de ser muy intensa a juzgar por los escasos vestigios arqueológicos encontrados. Sin embargo, en el término municipal de Herrera de los Navarros encontramos a un kilómetro del actual pueblo los restos del poblado conocido como los Castellares. Se trata de un asentamiento ibero-romano de edad temprana situado en lo alto de un promontorio de forma alargada y limitado por una muralla y foso defensivo.
La economía
La agricultura sería la principal ocupación económica de sus habitantes; se basaría en explotaciones extensivas casi exclusivamente de cereal, en concreto trigo. 
Es muy probable asimismo la recolección de frutos silvestres y bayas como complemento alimenticio en el río y el bosque. 
Existió una incipiente ganadería, básicamente para el autoconsumo. La oveja y la cabra, de las que se encontraron algunos jóvenes ejemplares, parecen ser las especies predominantes y las que proporcionaban mayor carne a la dieta, lo que demuestra su domesticación. 
La vida cotidiana
Una de las actividades indispensables de la vida cotidiana, sería la preparación de los alimentos y su posterior consumo cotidiano. La cocción de los alimentos se realizaba generalmente en el fuego u hogar. Para esa actividad se usaban ollas de cerámica. 
En cuanto al vestido y adorno, el más característico es la fíbula, utilizada como complemento del sagum o sayo. El sagum era una gruesa capa de lana sin mangas, abierto por el lado izquierdo y sujeto en el hombro derecho por un broche o fíbula. Justo debajo, los hombres utilizaban una túnica corta, también de lana o lino, ceñida por tiras de cuero o cinturones. Mientras, las mujeres la usaban larga hasta los pies. Era frecuente asimismo el uso de pantalones, medias altas y sandalias de cuero o cáñamo. 
Para acabar, se han encontrado cuchillos afalcatados de un solo filo o cuchillos biglobulares de doble filo y dureza. Otro tipo de armas son las arrojadizas, encontrándose algunos ejemplares de puntas de lanza de enmangue tubular. 
Desarrollo socio-histórico del poblado
El origen del poblado tiene lugar en el inicio de la iberización. En el Valle del Ebro se producen una serie de alteraciones y destrucciones que generan un reajuste de la población. De esta forma se crean un gran número de poblados, entre ellos: Los Castellares. 
Los datos indican que el fin del poblado se debió a una acción violenta. Podemos concluir que el poblado fue asaltado (puede ser también saqueado), huyendo sus habitantes del lugar, bien integrándose en un asentamiento existente o creando uno nuevo.

### Musulmanes
Con la caída del imperio romano, llegaron los pueblos bárbaros instalándose el reino visigótico. La impronta que la posterior ocupación por los árabes, y su refinada cultura dejó en la comarca, perdura hasta nuestros días.
Este influjo se manifiesta principalmente en el tortuoso trazado de las calles, reflejo de la importancia que el mundo interior tenía para sus habitantes, así como en el uso de materiales como la teja árabe.

### Medievo cristiano
Con la reconquista comienza el verdadero auge de Herrera de los Navarros gracias a los fueros reales otorgados para atraer población del norte peninsular. De ahí la referencia en el nombre del municipio a Navarros, seguramente por el origen de la mayoría de estos nuevos pobladores. Jaime I mandó construir aquí un pequeño palacio para el descanso de sus cacerías, atrayendo a numerosa población que fue instalándose en la ladera sur del pueblo. Esto hizo necesario la construcción de ventas para alojar a los viajeros y de herrerías para herrar a los caballos, forjándose el nombre actual de la localidad Herrera.

### Edad Moderna
La expulsión de los judíos y moriscos fue un hecho que tuvo una gran repercusión en Aragón, sufriendo una regresión económica y demográfica, desapareciendo sectores claves de la sociedad de la época.
Ligada desde el medievo a la Comunidad de Daroca, Herrera de los Navarros formó parte de la Comunidad de aldeas de Daroca dentro de la Sesma de Trasierra. Esto le permitió disfrutar de la prosperidad económica que durante el siglo XVII se produjo en toda la comunidad, permitiendo un crecimiento demográfico importante.
Órganos de gobierno
La Plega General fue el máximo órgano de gobierno, hasta su sustitución en 1708 por una Junta de Gobierno. Para los asuntos menores se mantuvieron también las plegas particulares. A partir de 1528 pasaron a llamarse Ajustes, y en el siglo XVIII tomaron el nombre de Consejos. Su lugar más frecuente de celebración era Romanos, pero en ocasiones se reunían en otros lugares, como ocurrió en 1501, en que se celebraron en Herrera y el Villar. 
Organización local
El ayuntamiento se compone de dos alcaldes, dos regidores y un síndico procurador. Las personas las elegía la Real Audiencia a propuesta del Ayuntamiento saliente. Los acuerdos se tomaban por mayoría. 
Evolución demográfica
El número de censos, vecindarios y referencias acerca de la población de Herrera es muy superior. 
Bases económicas
Las bases económicas giraban en torno a la agricultura y ganadería. La agricultura se apoyaba de forma especial en la producción de cereales. Herrera producía, sobre todo trigo. 
Durante esta época, la economía de la localidad se apoyo también en la explotación forestal de los montes que circundaban la localidad. Ese aprovechamiento del monte consistía, principalmente, en la corta de leña y la realización de carbón vegetal. 
El tercer pilar básico de la economía herrerina, la ganadería. La caza se mantenía como un complemento más al sustento económico. Las piezas más codiciadas eran jabalíes y conejos. 
Se tiene noticias de la existencia de al menos un molino de harina, situado en La Huerva y también de, al menos, una herrería destinada a la fabricación de aperos y a la atención de caballerías. 
Cultura y mentalidades
Referido a la educación, hay referencias a la existencia de una Escuela de Gramática en Herrera. Además, diversos documentos aportan datos y claridad sobre algunos aspectos relativos a las mentalidades y costumbres de esta época. Uno de ellos aborda un caso de brujería, tema crucial durante todo este periodo: en él se acusa a Pascuala García, habitante de Herrera, de prácticas de hechicería que habían causado la muerte de numerosas reses. 
Guerra Carlista: La acción de Herrera o Villar de los Navarros
Como cierre de esta época histórica, hay que hacer notar la repercusión que tuvo un episodio de la Guerra Carlista para el futuro de Herrera y para el propio desarrollo de aquella contienda.
La expedición partió de Estella el 15 de mayo de 1837, y el 24 de agosto de ese mismo año, los carlistas ocupaban Nogueras y Herrera. En esta localidad tenían su cuartel, pero ante la llegada del brigadier liberal Buerens, lo trasladaron al Villar. Buerens, creyendo que se trataba de una huida, envió emisarios para confirmar la situación y trabo con ellos combate un batallón de infantería carlista. Contraatacaron las tropas liberales. Las distintas alas liberales quedaron rotas por las incursiones de caballería carlista, hasta el punto de que esta rodeo a las tropas isabelinas y las condujo a un barranco sin salida. Intentaron resistir en él pero sin existo, siendo, además, perseguidos en su huida hacia Herrera. 
Los carlistas lograron una victoria determinante. Además, mientras las bajas carlistas fueron escasas, entre cien y quinientas, las liberales eran incontables, incluyendo la mayoría de los oficiales. 
El cuartel general carlista se instaló en Herrera y El Villar y el cuartel Real en Santa Cruz de Nogueras. La batalla y la guerra impactó de forma terrible sobre el territorio de Herrera y de toda la Sierra, con catastróficas consecuencias para su economía. Con todo, la batalla fue recordada por su crudeza y sus efectos para los prisioneros liberales.

### Edad Contemporánea
A partir de la segunda mitad del siglo XVIII, la falta de renovación de las estructuras productivas y el retraso técnico, provocan el comienzo del declive económico de la comarca. La situación se verá agravada con crisis y guerras como las carlistas que sacudieron la comarca a lo largo del siglo XIX.
Hasta la reforma de la nomenclatura municipal de 1916 el municipio se llamaba simplemente Herrera. En dicha fecha su nombre fue modificado por el de Herrera de los Navarros.
El desarrollo económico del siglo XX gracias a la industrialización, dejara de lado estas tierras volcadas en la agricultura, sufriendo duramente el éxodo a las capitales comarcales y de provincia en busca de mayores oportunidades.

## Demografía
Herrera de los Navarros cuenta con una población de 504 habitantes (INE 2024).
| Gráfica de evolución demográfica de Herrera de los Navarros entre 1842 y 2021 |
| |
| Población de derecho según los censos de población del INE Población de hecho según los censos de población del INEEn estos censos se denominaba Herrera: 1842, 1857, 1860, 1877, 1887, 1897, 1900 y 1910 |

## Símbolos
Escudo
Cuadrilongo de base circular partido de plata y azur con una herradura en abismo, de uno en el otro, acompañada en los cantones del jefe de dos escudetes ojivales con el Señal Real de Aragón; en el cantón diestro de la punta de un martillo, de azur, en palo, y en el cantón siniestro de la punta de una tenaza de plata, también puesta en palo. Al timbre, Corona Real abierta compuesta de un aro de oro engastado en piedras preciosas-rubíes, esmeraldas y perlas sumado de ocho florones, con perlas intercaladas, de los cuales tres se hallan ocultos.
Bandera
La bandera de Herrera de los Navarros se representa en un paño cuyas proporciones son de una longitud equivalente a tres medios de su ancura. En paño azul quintas horizontales blancas encajadas y al asta una herradura blanca que incorpora en su hueco la Señal Real de Aragón.
El modelo de gala se confeccionará en tafetán de seda o damasco con los principales símbolos así como la corona bordados en oro.

## Administración y política
| Período   | Alcalde                    | Partido |  |
| --------- | -------------------------- | ------- |  |
| 1979-1983 | Carlos Mayor Izaguerri     | Ind.    |  |
| 1983-1987 | Carlos Mayor Izaguerri     | PAR     |  |
| 1987-1991 | Melitón Pérez García       | AP      |  |
| 1991-1995 | Melitón Pérez García       | PP      |  |
| 1995-1999 | Melitón Pérez García       | PP      |  |
| 1999-2003 | Jesús Enrique Sola Sevilla | PAR     |  |
| 2003-2007 | Jesús Enrique Sola Sevilla | PAR     |  |
| 2007-2011 | Jesús Enrique Sola Sevilla | PAR     |  |
| 2011-2015 | Adolfo Val Rubio           | PSOE    |  |
| 2015-2019 | Enrique Felices Serrano    | Ind.    |  |
| 2019-2023 | Enrique Felices Serrano    | Cs      |  |

| Partido político    | Partido político                                   | 2003   | 2007   | 2011   | 2015   | 2019   |
| Partido político    | Partido político                                   | Ediles | Ediles | Ediles | Ediles | Ediles |
|                     | Ciudadanos (CS)                                    | —      | —      | —      | —      | 6      |
|                     | Independientes                                     | —      | —      | —      | 3      | —      |
|                     | Partido Popular de Aragón (PP)                     | 2      | 3      | 3      | 1      | 1      |
|                     | Partido Aragonés (PAR)                             | 4      | 4      | 3      | 1      | —      |
|                     | Partido de los Socialistas de Aragón (PSOE-Aragón) | 1      | —      | 1      | 2      | 0      |
|                     | Chunta Aragonesista (CHA)                          | —      | —      | 0      | —      | —      |
| Total de concejales | Total de concejales                                | 7      | 7      | 7      | 7      | 7      |

## El dance
Uno de los acontecimientos culturales con más repercusión en la vida de Herrera, ha sido la recuperación del antiguo dance del siglo XVIII, dedicado a Nuestra Señora de la Sierra de Herrera.

### El dance delsigloXVIII
El dance tenía dos partes bien diferenciadas, pero unidas por elementos característicos. La primera parte coincidía con un auto sacramental y la segunda correspondía a una pastorada.
Entre los contenidos destacaba el tema religioso y la principal figura a la que iba dedicada todo el dance, era la Virgen de la Sierra de Herrera. 

### La recuperación del dance
La primera representación, en esta nueva etapa, fue en mayo de 1988. Para la indumentaria, los danzantes vistieron traje crudo, sin volantes y con cascabeles. La camisa fue de tipo antiguo con banda cruzada al pecho y alpargatas. Los palos utilizados para el paloteado fueron de haya. 
Se inició un periodo de ensayos donde, como protagonistas, había un grupo de 10 jóvenes (de 12 a 14 años) residentes en Herrera. Se estrenó en las fiestas de mayo en Herrera. Además se presentó en Daroca, en el cabezo con motivo de las fiestas de septiembre y en Zaragoza durante la ofrenda de flores de las Fiestas del Pilar.  

### El dance en la actualidad
Hay numerosas novedades en lo que a música se refiere: se mantienen la mazurca y el himno, pero se añaden un pasacalles, al principio, y un baile de cintas al final. También varía el número de participantes, siendo aquí  de 16 a 20, acompañados de 4 niños. 

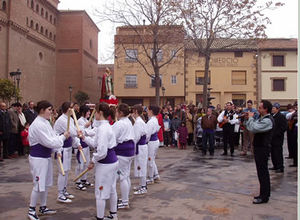
Danzantes Herrera de los Navarros

El esquema del dance es el siguiente: 
| Procesión                                                               |
| ----------------------------------------------------------------------- |
| - Pasacalles - Mazurca - Paradas: Himno                                 |
| Virgen de Herrera                                                       |
| - Pasacalles - Loa - Himno - Dichos - Mudanzas, himnos, baile de cintas |
| San Blas                                                                |
| - Pasacalles - Dichos de san Blas - Mudanzas - Mazurca, baile de cintas |

La proyección del nuevo dance se ha seguido representando año tras año en las fiestas que Herrera celebra en honor a San Blas, para Pentecostes y en septiembre para honrar a la Virgen. 
Desde el año 2000 el dance es habitual en las ofrendas de frutos de las Fiestas del Pilar en Zaragoza, así como en las concentraciones de dances, en el año 2001 en Fuentes de Ebro y en el 2002 en Herrera.

## Patrimonio
Herrera de los Navarros posee un patrimonio histórico artístico de primera magnitud, con una iglesia-fortaleza mudéjar declarada Patrimonio de la Humanidad por la UNESCO. A poca distancia se alza majestuoso el santuario de la Virgen de Herrera; edificio construido en un espectacular paraje que bien merece una visita.

### Iglesia de San Juan Bautista y Torre Mudéjar[9]

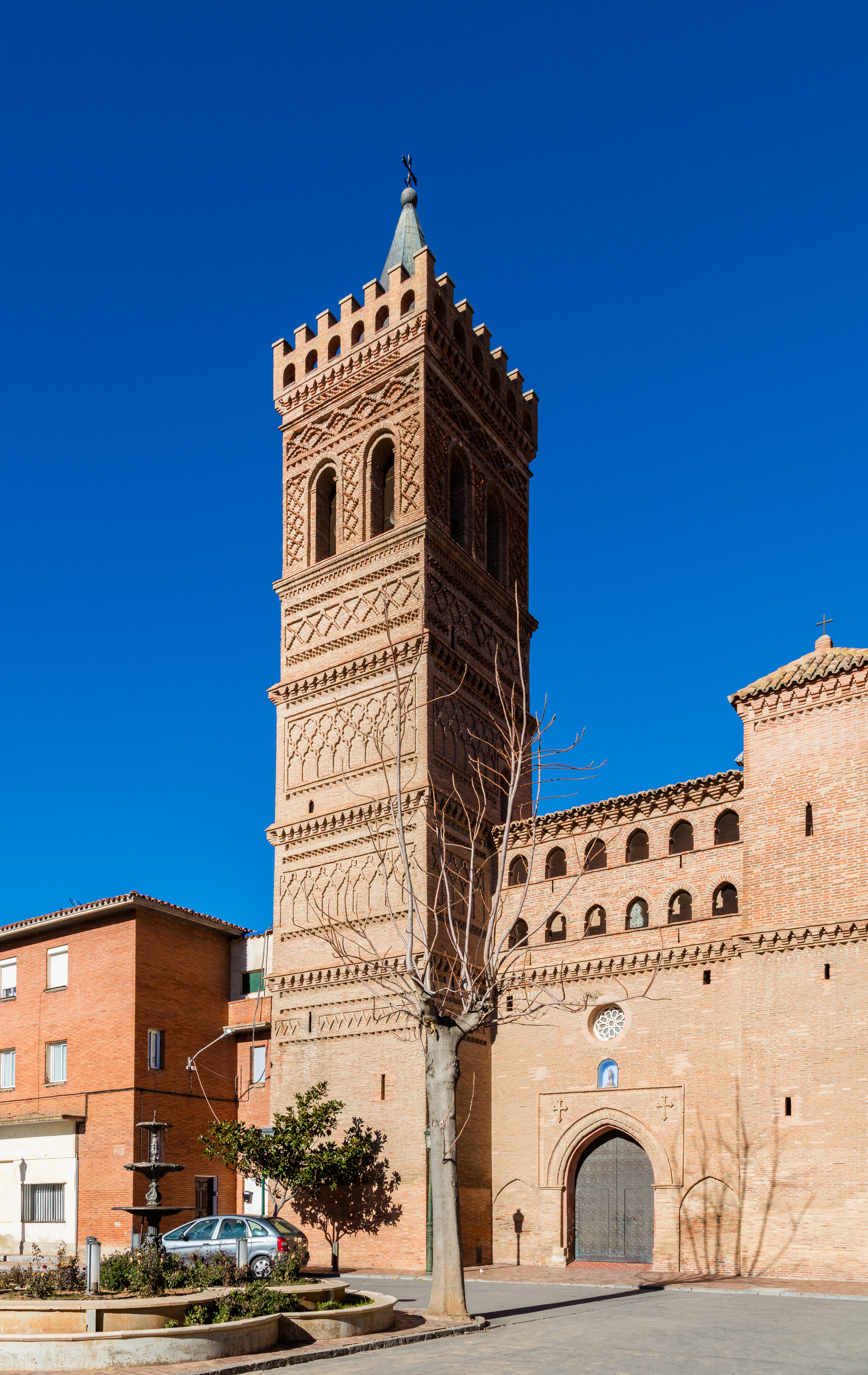
Iglesia de San Juan Bautista.

Está situada en el centro de la población. La iglesia está construida de forma que tres de sus fachadas quedan a la vista al dar a la plaza y dos calles; solo permanece oculta la fachada occidental, adosada a la casa parroquial. El edificio actúa como punto de referencia en el paisaje. 
Se trata de una magnífica iglesia mudéjar con dos arquillos superpuestos de medio punto en los remates, declarada Patrimonio de la Humanidad. Construida a finales del siglo XIV, es del tipo iglesia fortaleza. Su espectacular torre posee una estructura de alminar almohade, decorada con frisos de esquinillas, arcos mixtilineos entrecruzados y lobulados. El actual cuerpo de campanas es del siglo XVI y su remate octogonal de época barroca.

#### Etapas constructivas
Existen al menos cuatro etapas constructivas bien diferenciadas que van del siglo XIV al siglo XVII:
- Las dos primeras etapas se corresponden con la fábrica mudéjar. La primera se llevaría a cabo a partir de 1350, con la construcción de la nave y la torre hasta la altura de las tribunas. La segunda se dataría alrededor de 1410 donde se terminó el templo con las bóvedas, tribunas y otros elementos.
- La tercera etapa corresponde a la ampliación de la torre con el cuerpo de campanas en la segunda mitad del siglo XVI.
- La cuarta y última fase se llevó a cabo en 1681. El templo se convirtió en planta de cruz latina con un nuevo crucero y presbiterio, a la par que se realizó el remate octogonal de la torre.

Ya finalizada la fábrica del templo, adquieren relevancia otros dos periodos. El primero coincide con la Guerra Civil, donde se produjeron una serie importante de destrucciones que hicieron necesaria su reconstrucción. Esta se llevó a cabo en la década siguiente. 
En 1988 se inició la última gran remodelación que afecta a la fisonomía del conjunto arquitectónico.

#### Las reconstrucciones y restauraciones recientes
Los trágicos aconteceres de la guerra civil dejaron un enorme impacto en este monumento. Esos efectos negativos son visibles en todo el edificio. La reconstrucción se llevó a cabo entre 1940 y 1960. 
El retablo que preside el altar mayor data de los primeros años cincuenta. Hubo que esperar hasta la última década del siglo XX para que se llevara a cabo el mayor intento de consolidación y restauración del templo. 
La intervención comenzó en 1988, después de que el monumento fuera declarado Bien de Interés Cultural por el Gobierno de Aragón. La restauración fue dirigida por Miguel Ángel Palasí Mainar y Joaquín Soro López y financiada por la Diputación General de Aragón, la Diputación Provincial de Zaragoza y el Ayuntamiento de Herrera de los Navarros, sin que, en la fecha en que se redacta el documento, haya concluido después de haber cubierto diversas fases: 
- La primera fase se centró en la torre mudéjar.
- En la segunda se renovaron las cubiertas de la nave mudéjar.
- En la tercera fase se llevó a cabo la restauración de la fachada principal. A su vez, se sustituyó la puerta de acceso al templo.
- En la siguiente fase se restauró toda la fachada norte.
- En la quinta fase se renovó la pavimentación y se eliminó el zócalo de hormigón del interior del templo.
- En la sexta fase se concluyó la restauración de las cubiertas.
- Para finalizar con los trabajos de interior, se restauró el crucero y el presbiterio de la ampliación barroca en sus elementos estructurales.

La Iglesia
Estructura y elementos constructivos
La iglesia se levanta en un primer momento con estructura de nave única. A los lados, se abren capillas (dos a cada lado) cubiertas con bóveda de cañón. Del mismo modo, se abre otra capilla a los pies. Entre estas capillas se sitúan a modo de contrafuertes, tres torreones y la torre mudéjar.  
Portada
La portada abre a la última capilla de la Epístola. Se trata de una puerta de arco apuntado, con triple arquivolta de escasa degradación, estando abocelada la interior. 
Iluminación
La iluminación se llevaría a cabo a través de sencillos óculos encima de las capillas, de piedra arenisca labrada y calados en yeso. La forma directa de iluminación del templo sería a través de estos, complementados con la luz indirecta de la tribuna y la luz procedente del ábside. 
Decoración
En lo que se refiere a la ornamentación de los elementos estructurales, la decoración de los nervios de las bóvedas de crucería es de lo más destacado. Al exterior, la decoración es realmente escasa en lo que se refiere a los elementos constructivos de la edificación.
Tipología
Pertenece al tipo de iglesias denominadas "iglesias-fortaleza". Se caracteriza por reunir en su conjunto el carácter espiritual con un carácter militar propio de la zona fronteriza y su defensa de la época en que son construidas.
La torre mudéjar
Estructura
Construcción conjunta e inseparable del templo, se encuentra a los pies del mismo, entre el coro y la portada. Posee una planta ligeramente rectangular. La torre destaca por una extraordinaria proporcionalidad de sus formas, tanto en planta como en alzado. 
Decoración y materiales
Al exterior, los diferentes cuerpos van separados por impostas de ménsulas de ladrillo, conjunto característico del mudéjar tardomedieval. El primer cuerpo aparece sin decoración excepto en su parte superior, donde encontramos un friso de zig-zag de doble hilo de ladrillo, enmarcado con series de esquinillas. 
El segundo cuerpo, incorpora un lienzo de arcos mixtilineos entrecruzados. El tercer y último cuerpo de época mudéjar posee además de otras dos fajas de esquinillas, un formidable lienzo de arcos polilobulados entrecruzados. En este último lienzo alternan los lóbulos mayores. 
Función y uso
Existiría un cuerpo de campanas, hoy desaparecido y sustituido por el posterior, en el que su función principal era la de torre-campanario pero además también tenía otras funciones secundarias como la de contrafuerte.

### Santuario de la Virgen de Herrera
La ermita de Herrera de los Navarros, lugar emblemático del municipio, se alza a 1350 metros de altura. Cuenta la tradición, que exactamente en el lugar donde está construida la ermita, la virgen se apareció a un carbonero llamado Martín; por dos veces intentaron los hijos de Herrera llevar la imagen aparecida desde el monte hasta la iglesia del pueblo, pero ésta volvió al lugar de su aparición, donde finalmente se dejó.
La ermita sufrió ampliaciones a partir del siglo XVI, pero lo que ahora se conserva del santuario data de los siglos XVII y XVIII. Actualmente se está llevando a cabo un gran complejo turístico, una hospedería, en la que se dará acogida a un elevado número de visitantes.

#### El santuario y la hospedería
Una vez que se decidió dar culto a la Virgen en la cima del cabezo, construyeron allí un pequeño ermitorio con una sencilla capilla y una humilde casa para el ermitaño. Las ampliaciones más importantes se llevaron a cabo entre los siglos XVII y XVIII.
El templo contaba con cuatro altares, dedicados a Cristo Crucificado, Santa Ana, Santa Lucía y San José. Paralela a la ampliación del templo, se produjo otro importante proceso de mejora en la hospedería y los servicios anexos al santuario. Además de estos dos edificios principales, se llevaron a cabo durante este periodo importantes obras para complementarlos. Se construyeron la lonja, la plaza y la fuente. Con posterioridad, se acometieron obras para colocar el reloj. 
El santuario fue destruido durante la contienda civil en 1936. Fue reconstruido en los años posteriores en diferentes etapas. Se llevó a cabo especialmente con la ayuda de los habitantes de la localidad y de los pueblos donde se mantenía la devoción a la Virgen de la Sierra. 
La reconstrucción se hizo de forma lenta, no sin incidentes, como el incendio casual acaecido el 27 de marzo de 1947, que fue sofocado por los habitantes de la localidad y para cuyo desescombro se reunieron 130 personas. 
Otra nueva etapa reconstructiva concluyó el 7 de septiembre de 1958, con la inauguración de la nueva torre y su correspondiente campana.
La imagen
Es una pieza clave dentro del templo. Al hablar de la imagen tenemos que diferenciar sin duda dos estatuas diferentes: la imagen original que fue destruida durante la contienda civil de 1936 y fue sustituida por una nueva, que se conserva actualmente en el santuario. 
Imagen antigua
Como dato documental más completo cabe citar la descripción de la imagen que da Andreu en su Novenario (1906):

La imagen venerada es de madera, tallada primorosamente y el cincel del artista ha dado a los pliegues de la túnica y del manto la más rigurosa y apropiada disposición. La Señora aparece sentada en su trono, sostenida por tres ángeles y recibiendo en la rodilla izquierda al niño Jesús, a quien apoya con la mano del mismo lado, y en la derecha ostenta la esfera, símbolo de su señorío sobre la tierra. Mide un metro veinte centímetros desde la base del trono, y por la manera de presentarla el artista, es opinión de jueces competentes que fue construida en época remotísima.
Andreu 

Imagen actual
Durante la última contienda civil, la imagen fue destruida, siendo restituida después por una nueva que se conserva actualmente.

#### Romerías y actos festivos
Las celebraciones llevadas a cabo en conmemoración de la Virgen son muy numerosas. Son especialmente importantes las peregrinaciones y romerías al santuario, procedentes de Herrera y del resto de los pueblos adyacentes a la sierra. 
La romería principal es el 10 de septiembre, celebrando santa misa, procesión solemne y novena al caer la tarde. Las otras dos romerías del pueblo de Herrera tienen lugar en la primera mitad del año: San Jorge (23 de abril).
En San Jorge se repetían los actos lúdicos y festivos, aunque con un hecho característico: el reparto del pan al finalizar la misa. 
Las romerías del resto de los pueblos son las siguientes:
| Fecha                              | Pueblo                           |
| ---------------------------------- | -------------------------------- |
| San Jorge                          | Herrera de los Navarros          |
| Primer sábado de mayo              | Nogueras                         |
| Proximidades San Isidro            | Villar de los Navarros           |
| Penúltimo domingo de mayo          | Santa Cruz de Nogueras           |
| Martes de Pentecostés              | Herrera de los Navarros          |
| El siguiente martes de Pentecostés | Bádenas                          |
| Santísima Trinidad                 | Luesma                           |
| San Juan                           | Mezquita de Loscos               |
| Mediados de agosto                 | Lanzuela                         |
| 10 de septiembre                   | Herrera de los Navarros y Loscos |

#### La cofradía de Nª Sª de la Sierra de Herrera
Fue fundada para propagar y proteger el culto y la devoción a la Virgen. A día de hoy no están definidos de una forma clara ni la fecha de su creación ni los primeros años de andadura de la misma. 
Siglo XVII a XIX
La institución parece alcanzar durante esta época un apogeo sin parangón en tiempos posteriores. Este esplendor se ve, no solo en la propagación del culto, sino también en la riqueza y administración de su hacienda. 
Siglo XIX
El esplendor mostrado por el santuario y Cofradía durante los dos siglos anteriores se vio roto en el siglo XIX por diversos motivos. Uno de ellos fueron los diversos episodios bélicos ocurridos sobre el territorio, como la guerra de la Independencia y las guerras carlistas. La otra gran catástrofe fue la desamortización sufrida en el segundo tercio del siglo. 
La administración del santuario queda apenas reducido a la administración de las limosnas y aportaciones voluntarias. Proceden, sobre todo, del gran número de fieles tanto de Herrera como de la comarca. Estas aportaciones no decaen.
Siglo XX
Fue reinstaurada en 1947. La institución se compone de prior, secretario, capellanes, tesorero y procuradores, con otros importantes cometidos. La cofradía posee un distintivo, medalla de metal con cordón blanco y morado, que recibían todos los cofrades junto con el título. La fiesta anual vuelve a ser trasladada, esta vez al día 10 de septiembre. 
Dicha institución permanece hasta nuestros días, no sin ciertos cambios en la organización. Es en buena medida la responsable de la renovación y modernización del santuario y la casa durante las últimas décadas, así como de nuevas iniciativas para mantener y propagar el culto mariano como la tradicional limosna el 8 de septiembre.

## Fiestas patronales
Destacada es la celebración de las fiestas patronales en honor de la Virgen de la Sierra de Herrera en el mes de septiembre, siendo los principales días el 8 y el 10 de septiembre, día en el que se sube en romería al santuario de la Virgen de Herrera, algo que se repetirá durante las Pascuas de Pentecostés y el 23 de abril, día de San Jorge.

### San Blas
A principios de febrero se celebran las fiestas en honor a San Blas. Entonces tiene lugar la procesión del santo, llevado por los quintos de la localidad, tras la cual es repartido el tradicional Rollo de San Blas.

### San Isidro
El 15 de mayo (San Isidro) la Hermandad y el Ayuntamiento reparten sardinas y vino a todo aquel que lo desee.

### San Antón
El 16 de enero se prenden las hogueras de San Antón, enmarcadas en las ancestrales fiestas del fuego que tradicionalmente se celebran en muchas localidades de Aragón.